# Arquidiocese de Tlalnepantla
A Arquidiocese de Tlalnepantla (Archidiœcesis Tlalnepantlana) é uma circunscrição eclesiástica da Igreja Católica situada em Tlalnepantla de Baz, México. Seu atual arcebispo é José Antonio Fernández Hurtado. Sua Sé é a Catedral de Corpus Christi de Tlalnepantla.
Possui 203 paróquias servidas por 344 padres, contando com 2 480 632 habitantes, com 83,8% da população jurisdicionada batizada (2 078 467 batizados).

## História
A Diocese de Tlalnepantla foi erigida em 13 de janeiro de 1964 com a bula Aliam ex aliis do Papa Paulo VI, recebendo o território da Diocese de Texcoco e da Arquidiocese da Cidade do México, sendo desta última sufragânea.
Em 14 de junho de 1967, com a carta apostólica Invictum Christi, o Papa Paulo VI proclamou São Filipe de Jesus padroeiro principal da diocese.
Em 5 de fevereiro de 1979, cedeu uma parte de seu território em benefício da ereção da Diocese de Cuautitlán.
Em 17 de junho de 1989 é elevada à dignidade de arquidiocese metropolitana pela bula Quoniam ut plane do Papa João Paulo II.
Em 3 de setembro de 1991, com a carta apostólica Quandoquidem duos, João Paulo II confirmou a Nossa Senhora, venerada com o título de Nuestra Señora de los Remedios, padroeira da arquidiocese.
Em 28 de junho de 1995, cedeu outra parte do território para a ereção da Diocese de Ecatepec.

## Prelados
| #                 | Nome                                   | Período    | Notas                          |
| Arcebispos        | Arcebispos                             | Arcebispos | Arcebispos                     |
| ----------------- | -------------------------------------- | ---------- | ------------------------------ |
| 4º                | José Antonio Fernández Hurtado         | 2019-      | Atual                          |
| 3º                | Carlos Cardeal Aguiar Retes            | 2009-2017  | Nomeado Arcebispo do México    |
| 2º                | Ricardo Guízar Díaz                    | 1996-2009  |                                |
| 1º                | Manuel Pérez-Gil y González            | 1989-1996  |                                |
| Bispos            |                                        |            |                                |
| 3º                | Manuel Pérez-Gil y González            | 1984-1989  | Elevado à Arcebispo            |
| 2º                | Adolfo Antonio Suárez Rivera           | 1980-1983  | Nomeado Arcebispo de Monterrey |
| 1º                | Felipe de Jesús Cueto González, O.F.M. | 1964-1979  |                                |
| Bispos-auxiliares |                                        |            |                                |
|                   | Jorge Cuapio Bautista                  | 2015–2021  | Nomeaado Bispo de Iztapalapa   |
|                   | Efraín Mendoza Cruz                    | 2011–2022  | Nomeado Bispo de Cuautitlán    |
|                   | Francisco Ramírez Navarro              | 2000-2015  | Bispo auxiliar emérito         |